# The Recording Academy
The Recording Academy (formalmente: National Academy of Recording Arts and Sciences [Academia Nacional de Artes y Ciencias de la Grabación] o NARAS) es una organización estadounidense de especialistas en música (principalmente, grabación, producción, ingeniería de grabación, etcétera) que se dedican a mejorar la calidad de la música. Hasta 2019, su presidente fue el músico y productor Neil Portnow.
Es célebre sobre todo por los premios Grammy. En 1997, se creó la Academia Latina de Artes y Ciencias de la Grabación, que otorga los Premios Grammy Latino.

## Productores e Ingenieros (Ala P&E)
La sección Productores e Ingenieros (abreviada como Ala P&E) está compuesta por especialistas en el ámbito de la producción, de la ingeniería, de la mezcla de sonido y de otras especialidades técnicas profesionales. Se compone de casi 6000 miembros. Los productores y el ala de ingenieros tratan diversos aspectos de los problemas que enfrenta la profesión de grabación. También apoyan la música y la grabación de la educación artística, y aboga por el uso profesional de la tecnología de grabación, así como la preservación de las grabaciones.
Los miembros de esta división constituyen una gran proporción de quienes votan en los premios Grammy cada año.

## GRAMMY Red Universitaria (GRAMMY U)
La Red Universitaria GRAMMY (GRAMMY U) es una organización de estudiantes universitarios que están llevando a cabo una carrera en la industria de la música.
La Academia de la Grabación creó la red Grammy Universidad para ayudar a los estudiantes a prepararse para una carrera en la industria de la música y para que puedan establecerse como profesionales en el campo. Esto se hace a través de formas de trabajo en red, experiencias interactivas y programas educativos, así como oportunidades de rendimiento.
GRAMMY U está diseñado para mejorar los currículos académicos de los estudiantes al otorgar acceso a profesionales de la industria de la grabación para darles perspectivas en la industria de la grabación.